# Santiago Flores
Santiago Gabriel Flores (Colón, 25 marzo 2001) è un calciatore argentino, difensore dell'Independiente Rivadavia in prestito dall'Estudiantes (LP).

## Caratteristiche tecniche
Gioca come difensore centrale.

## Carriera
Flores è cresciuto nelle giovanili dell'Estudiantes (LP) ed ha firmato il suo primo contratto professionistico con il club nel dicembre del 2021. Ha esordito in prima squadra l'8 maggio 2022 nell'incontro di Copa de la Liga Profesional perso 3-1 contro il Rosario Central.
Nel febbraio del 2023 è stato ceduto in prestito all'Independiente Rivadavia, con cui ha vinto il campionato di Primera B Nacional da titolare al centro della difesa. Rientrato all'Estudiantes, il 14 gennaio 2024 ha rinnovato il contratto fino al 2025.

## Statistiche

### Presenze e reti nei club
Statistiche aggiornate al 15 febbraio 2025.
| Stagione                       | Squadra                        | Campionato                     | Campionato | Campionato | Coppe nazionali | Coppe nazionali | Coppe nazionali | Coppe continentali | Coppe continentali | Coppe continentali | Altre coppe | Altre coppe | Altre coppe | Totale | Totale | Totale |
| Stagione                       | Squadra                        | Comp                           | Pres       | Reti       | Comp            | Pres            | Reti            | Comp               | Pres               | Reti               | Comp        | Pres        | Reti        | Pres   | Reti   |        |
| ------------------------------ | ------------------------------ | ------------------------------ | ---------- | ---------- | --------------- | --------------- | --------------- | ------------------ | ------------------ | ------------------ | ----------- | ----------- | ----------- | ------ | ------ | ------ |
| 2022                           | Estudiantes (LP)               | PD                             | 0          | 0          | CA+CdL          | 0+1             | 0               | CL                 | 0                  | 0                  | -           | -           | -           | 1      | 0      |        |
| gen. 2023                      | Estudiantes (LP)               | PD                             | 0          | 0          | CA+CdL          | -               | -               | CS                 | -                  | -                  | SA          | 1           | 0           | 1      | 0      |        |
| 2023                           | Independiente Rivadavia        | PBN                            | 19         | 0          | CA              | 1               | 0               | -                  | -                  | -                  | -           | -           | -           | 20     | 0      |        |
| 2024                           | Estudiantes (LP)               | PD                             | 4          | 0          | CA+CdL          | 0+7             | 0               | CL                 | 0                  | 0                  | -           | -           | -           | 11     | 0      |        |
| Totale Estudiantes (LP)        | Totale Estudiantes (LP)        | Totale Estudiantes (LP)        | 4          | 0          |                 | 8               | 0               |                    | 0                  | 0                  |             | 1           | 0           | 13     | 0      |        |
| 2025                           | Independiente Rivadavia        | PD                             | 2          | 0          | CA              | 0               | 0               | -                  | -                  | -                  | -           | -           | -           | 2      | 0      |        |
| Totale Independiente Rivadavia | Totale Independiente Rivadavia | Totale Independiente Rivadavia | 21         | 0          |                 | 1               | 0               |                    | -                  | -                  |             | -           | -           | 22     | 0      |        |
| Totale carriera                | Totale carriera                | Totale carriera                | 25         | 0          |                 | 9               | 0               |                    | 0                  | 0                  |             | 1           | 0           | 35     | 0      |        |

## Palmarès

### Club

#### Competizioni nazionali
- Primera B Nacional: 1

Independiente Rivadavia: 2023